# نظام تحديد الجنس

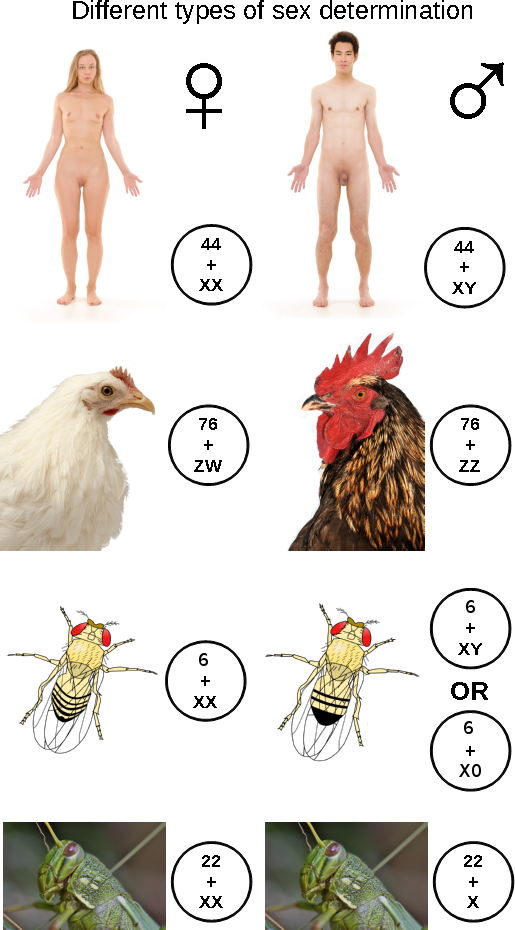
بعض أنظمة تحديد الجنس الكروموسومي.

نظام تحديد الجنس (بالإنجليزية: Sex -determination system)‏ هو نظام بيولوجي يُحدد تطور الخصائص الجنسية في الكائنات الحية. في معظم الأحيان، يكون لدى معظم الكائنات الحية التي تُنجب نسلها عن طريق التكاثر الجنسي جنسان مختلفان.
في بعض الأحيان، يكون هناك خنثى عوضاً عن كلا الجنسين أو أحدهما فقط. يوجد بعض أنواع الكائنات الحية التي لديها جنس واحد فقط بسبب التوالد البكري، أي عملية تكاثر الأنثى من غير تخصيب.
في العديد من الأنواع، تحديد الجنس يكون جينياً. الذكور والإناث لديها أليلات مختلفة أو جينات مختلفة، والتي بدورها تُحدد كيفية تكوين جنسهم، والذي يُعرف علمياً باسم علم التشكل (أو المورفولوجيا). في الحيونات، يكون ذلك - في معظم الأحيان- مترافقاً مع اختلاف كروموسومي، بشكل عام كروموسومات XY ،ZW ،XO ،ZO، أو الفَرْدانية الضِعْفانِيَّة (Haplodiploidy). هذا الاختلاف الكروموسومي يُسببه جين أساسي، اسمه "موضع الجنس"، مع العديد من الجينات التي تليه في عملية تُسمى تأثير الدومينو.
في حالات أخرى، يتم تحديد جنس الجنين بمتغيرات وعوامل بيئية (نظام بيئي) (مثل أنظمة تحديد الجنس المعتمد على درجة الحرارة). بعض أنظمة تحديد الجنس لم يتم فهمها جيداً بعد، ولكن هناك بصيص من الأمل للتوصل إلى شرح بيولوجي لفهمها في المستقبل.
بعض أنواع الكائنات الحية مثل العديد من النباتات المتنوعة والأسماك ليس لها جنس ثابت، بل عوضاً عن ذلك تَمر بدورات الحياة وتغيرات في الجنس (خنوثة متتابعة/متسلسلة). يمكن أن يكون ذلك بسبب عوامل بيئية فصول السنة ودرجة الحرارة. يمكن أن يحدث بعض الاضرابات في أعضاء التناسل عند جنين الإنسان أثناء الحمل بسبب طفرات في نظام تحديد الجنس عند الجنين، مما يؤدي في نهاية المطاف - عادةً- إلى تحول الجنين إلى ثنائي الجنس.

## الاكتشاف
اِكتُشف تحديد الجنس في دودة الدقيق من قبل عالمة الجينات الأمريكية نيتي ستيفنز في عام 1903.

## الأنظمة الكروموسومية

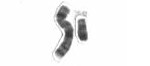
كروموسومات الانسان الذكرية X بعد الاِسْتِشْرَاطُ G

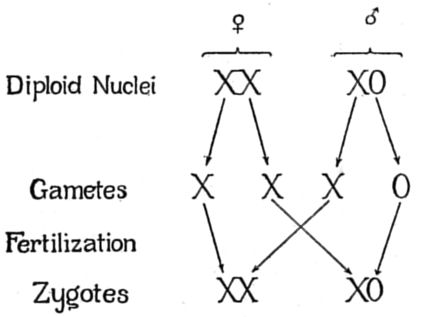
وراثة كروموسومات الجنس في نظام تحديد الجنس XO

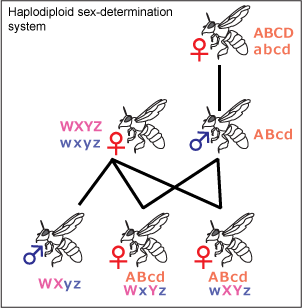
كروموسومات الجنس الفَرْدانِيَّةٌ الضِعْفانِيَّة (haplodiploidy).

1- نظام تحديد الجنس XX / XY:
هو النظام الأكثر شيوعاً، كما هو موجود في البشر. حالياً، يتواجد نظام XX / XY في معظم الثدييات الأخرى، وكذلك بعض الحشرات.
في هذا النظام، يكون لدى معظم الإناث كروموسومان جنسيان من نفس النوع والشكل (على سبيل المثال XX)، في حين أن معظم الذكور يكون لديهم اثنين من الكروموسومات الجنسية المختلفة (على سبيل المثال XY).
تختلف الكروموسومات الجنسية X و Y عن بعضها البعض في الشكل والحجم، خلافاً لبقية الكروموسومات (الكروموسومات الجسمية)، وتسمى “الصِّبْغِيُّ الجِنْسي أو الصبغي المُبايِن”.
في بعض الأنواع، مثل البشر، تظل الكائنات الحية غير مختلفة من حيث الجنس لفترة ما بعد إنشائها؛ ولكن في حالات أخرى، مثل ذباب الفاكهة، يحدث التمايز الجنسي بمجرد أن يتم تخصيب البويضة.
2- Y-centered sex determination
بعض الأنواع (بما في ذلك البشر) لديها جين يُِسمى عامل تحديد الخصية (باختصار SRY). يكون هذا الجين موجوداً على كروموسوم Y والذي بدوره يحدد الذكورة.
يمكن أن يكون لأعضاء بعض أنواع الكائنات الحية المعتمدة على SRY تركيبات كروموسومية غير شائعة مثل XXY  ولا تزال حية. يتم تحديد الجنس البشري من خلال وجود أو عدم وجود كروموسوم Y في جين عامل تحديد الخصية الوظيفي.
عندما يتم تفعيل هذا الجين، تبدأ الخلايا بإنتاج التستسترون وهرمون Anti-Müllerian، والتي عادةً تضمن تطوير نظام تناسلي ذكري واحد.
بشكل عام، في الأجنة XX، تفرز الخلايا الأستروجين، الذي يحرك الجسم نحو المسار الأنثوي.
في تحديد الجنس centered-Y، فإن جين SRY هو الجين الرئيسي في تحديد خصائص الذكر، ولكن هناك حاجة إلى جينات متعددة لتطوير الخصيتين.
في الفئران XY، يؤدي نقص الجين DAX1 على الكروموسوم X إلى العقم، ولكن في البشر يسبب ذلك فَرْطُ تَنَسُّجِ الكُظْرِ الخِلْقِيّ. ولكن عندما يتم وضع جين DAX1 إضافي على الكروموسوم X، تكون النتيجة أنثى، على الرغم من وجود SRY.
حتى عندما تكون هناك كروموسومات جنسية طبيعية في XX (عند الإناث)، فإن الازدواجية أو التعبير عن SOX9 يؤدي إلى تطور الخصيتين.
يمكن أن يحدث الانقلاب التدريجي للجنس في الفئران المتقدمة عند إزالة الجين FOXL2 من الإناث. على الرغم من أن الجين DMRT1 يستخدم من قبل الطيور كموقع جنسي، فإن الأنواع التي لديها كروموسومات XY تعتمد أيضًا على DMRT1 ، الموجود على الكروموسوم 9، للتمييز الجنسي في وقت معين  أثناء تشكلها.
3- X-centered sex determination
تستخدم بعض الأنواع، مثل ذباب الفاكهة، وجود اثنين من الكروموسومات X لتحديد الأنوثة. الأنواع التي تستخدم عدد Xs لتحديد الجنس غير قابلة للتطبيق مع كروموسوم X إضافي.
- نظام تحديد الجنسZW
يتواجد نظام تحديد الجنس ZW في الطيور، وبعض الزواحف، وبعض الحشرات والكائنات الحية الأخرى.
يكون نظام تحديد الجنس ZW معاكساً لنظام XY: اذ أن الإناث لديها نوعين مختلفين من الكروموسومات (ZW)، والذكور لديهم اثنين من نفس النوع من الكروموزومات (ZZ).
في الدجاج، وُجد أن هذا يعتمد على جين يسمى DMRT1. في الطيور، تم العثور على أن الجينات FET1 وASW تتواجد على الكروموسوم W للإناث، على غرار كيف يحتوي Y كروموسوم عامل تحديد الخصية. ومع ذلك، لا تعتمد كل الأنواع على W لتحديد جنسهم. على سبيل المثال، بعض أنواع العث والفراشات تحتوي على ZW، ولكن تم العثور على بعض الإناث مع ZO، وكذلك أنثى مع ZZW.
إضافةً إلى ذلك، في حين تقوم الثدييات بتعطيل أحد كروموسومات X الزائدة عند الإناث، يبدو أنه في حالة حرشفيات الأجنحة ينتج الذكور ضعف الكمية الطبيعية من الإنزيمات، بسبب وجود اثنين من Z. لأن استخدام تحديد الجنس ZW يختلف، فإنه لا يزال من غير المعروف كيف تحدد معظم الأنواع جنسهم بالضبط.
4- نظام تحديد الجنس Xo: هو النظام المسؤول عن تحديد الجنس في:
- تقريباً جميع الحشرات من اللاجناحيات والقديمة الأجنحة(مثل اليعسوب والسمك الفضي).
- معظم العناكب [1] باستثناء أنواع العث حيث تمتلك الغالبية نظام الفردانية الضِعْفانِيَّة[2][3
- معظم الحشرات الخارجية الأجنحة (مثل الجراد، الجداجد الحقيقية، والصراصير)
- بعض الديدان الخيطية، [1] القشريات، [1] الرخويات المعدية، [4] والأسماك العظمية، [5] خاصة في جنس Ancistrus . [6]

في هذا النظام، يوجد كروموسوم جنسي واحد فقط، يشار إليه باسم X. يكون لدى الذكور كروموسوم X واحد فقط (X0)، بينما للإناث اثنين (XX). يشير الصفر (أحيانًا الحرف O) إلى عدم وجود حرف X ثاني. تحتوي الأمشاج الأموية دائماً على كروموسوم X، وبالتالي فإن جنس ذرية الحيوانات يعتمد على ما إذا كان كروموسوم الجنس موجودًا في المشيج الذكري. يحتوي الحيوان المنوي عادة على كروموسوم X واحد أو لا يحتوي على كروموسومات جنسية على الإطلاق.
5- UV sex chromosomes
في بعض أنواع النباتات الطحلبية وبعض أنواع الطحالب، تحدث مرحلة النابتة العرسية في دورة الحياة، بدلاً من كونها خنثى، كأفراد ذكور أو إناث منفصلين، ينتجون جاميت ذكورية وأنثوية على التوالي.
عندما يحدث الانقسام المنصف في الجيل البوغي في دورة الحياة، فإن الكروموسومات الجنسية تُعرف باسم U و V تتجانس في الأبواغ التي تحمل إما كروموسوم U وتؤدي إلى ظهور gametophytes الأنثوي، أو الكروموسوم V وتؤدي إلى ظهور gametophytes الذكوري.
6- الفَرْدانِيَّةٌ الضِعْفانِيَّة (haplodiploidy)
تتواجد الفَرْدانِيَّةٌ الضِعْفانِيَّة في الحشرات التي تنتمي إلى غشائيات الأجنحة، مثل، النمل والنحل. في هذا النظام، يتطور البيض غير المخصب إلى فرد أحادي العدد (يُسمى علمياً فَرْدانِيّ)، وهم الذكور.
في المقابل، الأفراد الضِعْفانِيّة (ضعف الفرداني) تكون بشكل عام الإناث ولكن قد يكونون من الذكور العقيمة، حيث لا يمكن أن يكون للذكور أبناء أو آباء. إذا تزاوجت ملكة واحدة مع ذكر، تشارك بناتها ¾ من جيناتها مع بعضها البعض، وليس ½ كما في أنظمة XY وZW.
قد يكون هذا مهمًا لتطور الاجتماعية العليا، لأنه يزيد من أهمية اصطفاء القرابة، ولكن هذا الموضوع لا يزال قيد الجدل.

يمكن لمعظم الإناث في مرتبة غشائيات الأجنحة تحديد جنس ذريتهن من خلال الاحتفاظ بالحيوانات المنوية في الحويصلة المنوية ثم إطلاقها أو عدم إطلاقها في قناة البيض الخاصة. هذا يسمح لهم بإنشاء المزيد من العمال، وهذا يختلف حسب حالة المستعمرة.

كروموسومات الجنس عند الدروسوفيلا (ذبابة الفاكهة).

## الأنظمة البيئية

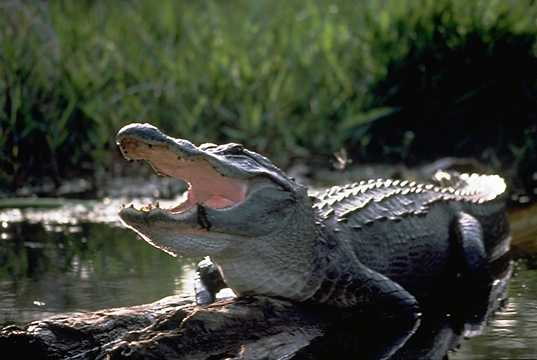
جميع تماسيح القاطور تُحدد جنس نسلها عن طريق درجة حرارة العش.

توجد العديد من أنظمة تحديد الجنس الأخرى (الغير معتمدة على الكروموسومات الجنسية). في بعض أنواع الزواحف، بما في ذلك القواطير، وبعض السلاحف، والطراطرة، يتم تحديد الجنس عن طريق درجة الحرارة التي يتم فيها احتضان البيضة خلال فترة حساسة للحرارة. لم يتم لحد الآن اكتشاف أي أمثلة على تحديد الجنس المعتمد على درجة الحرارة في الطيور.
كان يعتقد في السابق أن هذه الظاهرة تحدث في الشقبانية أيضاً، ولكن تبين أن لديها بالفعل معدلات وفيات مختلفة للجنين تعتمد على درجة الحرارة لكل جنس.
بالنسبة لبعض الأنواع التي يكون لديها الجنس المعتمد على درجة الحرارة  (TSD)، يتم تحديد الجنس عن طريق التعرض لدرجات حرارة عالية مما يؤدي إلى تطور الجنس الأول ودرجات حرارة أقل تؤدي إلى تطور الجنين إلى الجنس الأخر. يُسمى هذا النوع من تحديد الجنس المعتمد على درجة الحرارة ب ”النمط I”
في المقابل، قد يكون التعرض لدرجات الحرارة المرتفعة أو المنخفضة هو الذي يؤدي إلى الجنس الأولل، والتعرض لدرجات حرارة معتدلة هو الذي يؤدي إلى الجنس الآخر، ويُسمى ذلك ب"النمط II"
يتم تحديد جنس بعض الأنواع، مثل البلطي النيلي، السحلية الأسترالية، وسحلية التنين الأسترالية، من قبل الكروموسومات أولاً، ولكن يمكن تغييرها لاحقًا بناءً على درجة حرارة الحَضن أو العش. من غير المعروف لحد الآن كيف تطور تحديد الجنس اعتمادًا على درجة الحرارة.